# Марк (евангелист)
Вижте пояснителната страница за други личности с името Марк.
Марк (на арамейски: ܡܪܩܘܣ, на старогръцки: Μάρκος, в някои преводи се среща и като Марко) e един от четиримата евангелисти – автор на Евангелието от Марк. По произход е евреин (роден е в Йерусалим), но още като млад се присъединява към християнските общини. Майка му Мария е вярна последователка на Исус Христос, нейният дом е място за събиране на вярващите (Деяния XII, 12). Първоначално евангелистът носи името Йоан, след това Йоан-Марк; впоследствие приема последното име като знак за отношенията си с римския свят.
Още като юноша Марк взима участие в проповедническите мисии на апостолите Павел и Варнава (на последния се пада племенник), а впоследствие става неразделен спътник и участник в мисиите на апостол Петър, който го нарича свой син (I Петър, V, 13). Марк е бил в Рим както с апостол Петър, така и с апостол Павел (2 Тим., IV, 11); по-късно отива в град Александрия, където основава църква. Назначен е за неин пръв епископ. Умира от мъченическа смърт на 25 април 68 година.

## Почит
- В православния църковен календар (по стар стил): 25 април, 4 януари (70 апостоли), 27 септември и 30 октомври
- В католическия календар: 25 април
- 31 януари във Венеция (ден на пренасяне на мощите му)
- Евангелически и англикански календар – 25 април

Апостол Марк се смята за покровител на египетските християни (коптите), град Венеция и Венецианската република (Италия) и остров Райхенау (Германия).